# داوالین کانینگهام
داوالین کانینگهام (انگلیسی: Davalyn Cunningham؛ زادهٔ ۲۷ ژانویهٔ ۱۹۸۰) بازیکن بسکتبال اهل ایالات متحده آمریکا است.